# Табук (місто)
Табук (араб. تبوك) — місто, столиця емірату Табук у північно-західній частині Саудівської Аравії. Населення міста — 441351 (2004 перепис).

## Історія
Біля Табука відбулася Битва Табука у часи Мухамеда.
Близько 500 року до н. е. місто Табук (відоме тоді як Табу) був разом з Ель-Ола столицею квітнучого Ель-Аянеєану.
Пам'ятки включають історичну мечеть, Табукський замок й Табукську залізничну станцію Хіджазької залізниці які були побудовані за часів Оттоманської імперії.

## Географія

### Клімат
Місто знаходиться у зоні, котра характеризується кліматом тропічних пустель. Найтепліший місяць — липень із середньою температурою 30.6 °C (87 °F). Найхолодніший місяць — січень, із середньою температурою 10.6 °С (51 °F).
| Клімат Табука           | Клімат Табука | Клімат Табука | Клімат Табука | Клімат Табука | Клімат Табука | Клімат Табука | Клімат Табука | Клімат Табука | Клімат Табука | Клімат Табука | Клімат Табука | Клімат Табука | Клімат Табука |
| Показник                | Січ.          | Лют.          | Бер.          | Квіт.         | Трав.         | Черв.         | Лип.          | Серп.         | Вер.          | Жовт.         | Лист.         | Груд.         | Рік           |
| Абсолютний максимум, °C | 30            | 30            | 35            | 37            | 42            | 42            | 45            | 43            | 42            | 38            | 33            | 30            | 45            |
| Середній максимум, °C   | 16            | 19            | 23            | 29            | 33            | 36            | 37            | 37            | 36            | 31            | 23            | 18            | 28            |
| Середня температура, °C | 10            | 13            | 17            | 22            | 26            | 29            | 30            | 30            | 28            | 23            | 17            | 12            | 22            |
| Середній мінімум, °C    | 4             | 6             | 10            | 15            | 18            | 21            | 23            | 23            | 21            | 16            | 11            | 6             | 15            |
| Абсолютний мінімум, °C  | −7            | −2            | 0             | 3             | 10            | 12            | 17            | 16            | 15            | 5             | 1             | −2            | −7            |
| Днів з дощем            | 2             | 2             | 2             | 2             | 2             | 0             | 0             | 1             | 0             | 2             | 1             | 2             | 16            |
| ----------------------- | ------------- | ------------- | ------------- | ------------- | ------------- | ------------- | ------------- | ------------- | ------------- | ------------- | ------------- | ------------- | ------------- |
| Джерело: Weatherbase    |               |               |               |               |               |               |               |               |               |               |               |               |               |